# IC 1216
IC 1216 је спирална галаксија у сазвјежђу Змај која се налази на листи објеката дубоког неба у Индекс каталогу.
Деклинација објекта је + 68° 20' 58" а ректасцензија 16h 15m 55,3s. Привидна величина (магнитуда) објекта IC 1216 износи 14,1 а фотографска магнитуда 14,8. IC 1216 је још познат и под ознакама UGC 10326, MCG 11-20-10, CGCG 338-50, CGCG 320-21, KAZ 66, PGC 57664.